# Michael Jan Friedman
Michael Jan Friedman (* 1955) ist ein US-amerikanischer Schriftsteller.
Er hat mehr als fünfzig Bücher geschrieben, hauptsächlich Science-Fiction und Fantasy, darunter viele aus dem Star-Trek-Universum. Außerdem ist Michael Jan Friedman Autor von Kurzgeschichten.

## Werke

### Vidar-Trilogie
- The Hammer and the Horn. 1985
- The Seekers and the Sword. 1985
- The Fortress and the Fire. 1988

### Star Trek

#### Star Trek Classic
- Double, Double. 1989
  - Das Doppelgänger-Komplott. 1994, ISBN 3-453-07232-4
- Legacy. 1991
  - Späte Rache. 1996, ISBN 3-453-09464-6
- Faces of Fire. 1992
  - Gesichter aus Feuer. 1995, ISBN 3-453-10928-7
- mit Peter David & Robert Greenberger: The Disinherited. 1992 
  - Die Enterbten. 1996, ISBN 3-453-10944-9
- Shadows on the Sun. 1993
  - Schatten auf der Sonne. 1995, ISBN 3-453-08560-4
- Republic: My Brother’s Keeper 1. 1998
- Constitution: My Brother’s Keeper 2. 1998
- Enterprise: My Brother’s Keeper 3. 1998

#### The Next Generation
- A Call to Darkness. 1989
  - Ein Ruf in die Dunkelheit. 1991, ISBN 3-453-11592-9
- mit Carmen Carter, Peter David und Robert Greenberger: Doomsday World. 1990
  - Planet des Untergangs, 1992, ISBN 3-453-05825-9
- Fortune’s Light. 1990
  - Das verschwundene Juwel. 1992, ISBN 3-453-06200-0
- mit Kevin Ryan: Requiem. 1994
  - Requiem. 1997, ISBN 3-453-12653-X
- Reunion. 1991
  - Wieder vereint. 1994, ISBN 3-453-07763-6
- Relics. 1992
  - Relikte. 1996, ISBN 3-453-09456-5
- All Good Things. 1994
  - Die Verurteilung. 1996, ISBN 3-453-09472-7
- Crossover., 1995
  - Die andere Seite. 2001, ISBN 3-453-19665-1
- Kahless. 1996
- Planet X. 1998
- mit Christie Golden: The First Virtue: Double Helix 6. 1999
- The Valiant. 2000
- Pantheon. 2003
- mit John M. Ford: The Hand of Kahless. 2004
- Death in Winter. 2005
  - Tod im Winter. 2009, ISBN 3-941-24861-8

#### Starfleet Academy
- Mystery of the Missing Crew. 1994
  - Die verschwundene Besatzung. 1996, ISBN 3-453-10929-5
- Secret of the Lizard People. 1995
  - Das Echsenvolk. 1996, ISBN 3-453-10953-8

#### Starfleet
- Starfleet Year One. 2001

#### Deep Space Nine
- mit Mark A. Garland: Saratoga. 1996
  - Saratoga. 2000, ISBN 3-453-17115-2
- mit Peter David & Robert Greenberger: Wrath of the Prophets. 1997

#### Voyager
- Day of Honor: Her Klingon Soul. 1997
  - Tag der Ehre 3: Ihre klingonische Seele. 1999, ISBN 3-453-15652-8

#### Captain’s Table
- Dujonian’s Hoard. 1998

#### Stargazer
- Gauntlet. 2002
- Progenitor. 2002
- Stargazer Three. 2003
- Oblivion. 2003
- Enigma. 2003
- Maker. 2004

#### Sachbücher
Sachbücher innerhalb der Star Trek Universums
- The Federation Travel Guide. 1997
- mit Robert Greenberger: Q’s Guide to the Continuum. 1998
- New World, New Civilisations. 1999

### Lois & Clark: The New Adventures of Superman
- Heat Wave. 1996
  - Heiße Tage in Metropolis. 1999, ISBN 3-802-52445-4
- Exile. 1996
  - Mörderische Viren. 2000, ISBN 3-802-52422-5, Exile, 1996
- Deadly Games. 1996
  - Das Geheimnis der Milliardenerbin. 1997, ISBN 3-802-52421-7

### Wishbone
- Hunchdog of Notre Dame. 1997
- The Mutt in the Iron Muzzle. 1997
- The Stolen Trophy. 1998
- mit Alexander Steele: Unleashed in Space. 1999
- The Sirian Conspiracy. 2000

### X-Men
- The Chaos Engine Book 1: X-Men/Doctor Doom. 2000
- Shadows of the Past. 2000

### Justice League
- In Darkest Night. 2002
- Wings of War. 2002
- A League of His Own. 2003

### Aliens
- Original Sin. 2005

### Einzelromane
- The Glove of Maiden’s Hair. 1987
- Magic Mirror. 1988
- Exile. 1996
- Batman & Robin. 1997 
  - Batman & Robin. Der Roman zum Film. 1997, ISBN 3-499-22240-X, Batman & Robin, 1997 (Das Buch zum Film)
- Tomorrow Men: The Ultimates. 2006
- The Wolf Man: Hunter’s Moon. 2007

### Kinderbuch
- mit Dean Motter: Superman’s First Flight. 2000

### Weitere Sachbücher
- mit Bryce Turing: Tomb Raider Tech Manual. 2001
  - Lara Croft, Tomb Raider – Technisches Handbuch. 2001, ISBN 3-933731-75-5
- mit Jason Hawes & Grant Wilson: Ghost Hunting: True Stories of Unexplained Phenomena from The Atlantic Paranormal Society. 2007
- mit Jason Hawes & Grant Wilson: Seeking Spirits: The Lost Cases of The Atlantic Paranormal Society. 2009